# Gulfstream Peregrine 600
Gulfstream Peregrine 600 – amerykański samolot szkolno-treningowy, biorący udział w konkursie Next Generation Trainer (NGT) na samolot nowej generacji do szkolenia pilotów dla US Air Force, mający zastąpić używaną dotychczas maszynę Cessna T-37 Tweet. Zaprojektowany i zbudowany w wytwórni Gulfstream American Corporation of California.

## Historia

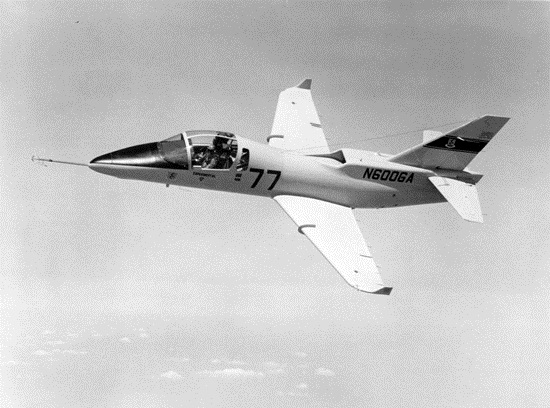
Gulfstream Peregrine 600 w locie

Peregrine 600 powstał jako odpowiedź firmy Gulfstream na ogłoszony przez United States Air Force program Next Generation Trainer, którego celem było znalezienie następcy dla użytkowanych w szkoleniu pilotów sił powietrznych samolotów T-37. W projekcie samolotu wykorzystane dostępne elementy z równolegle prowadzonych prac nad samolotem dyspozycyjnym Gulfstream American Hustler. Z Hustlera pochodziły skrzydła oraz tylna część kadłuba wraz z całym usterzeniem ogonowym. Od podstaw zaprojektowano przednią część kadłuba wraz z kabiną załogi, w której instruktor i uczeń siedzieli obok siebie. Wybudowano pojedynczy prototyp, który został oblatany 22 maja 1981 roku. Wytwórnia przewidywała zbudowanie wersji z kabiną załogi w układzie tandem, napędzanej pojedynczym silnikiem turbowentylatorowym Williams WR44. Maszyna nie znalazła uznania w oczach decydentów z sił powietrznych i konkurs wygrał Fairchild T-46. Wytwórnia próbowała zainteresować swoim samolotem zagranicznych nabywców, prezentując w tym celu samolot na Międzynarodowym Salonie Lotniczym w Paryżu w 1983 roku, ale bez rezultatu. Jedyny egzemplarz uległ rozbiciu 23 listopada tego samego roku, a cały program Peregrine 600 został zakończony w 1985 roku. Maszyna spędziła w powietrzu 242 godziny. Elementy konstrukcji maszyny zostały wykorzystane przy budowie wersji dyspozycyjnej oznaczonej jako Gulfstream Peregrine.